# Montigny-sur-Crécy
 Montigny-sur-Crécy  là một xã ở tỉnh Aisne, vùng Hauts-de-France thuộc miền bắc nước Pháp.